# Pareulype
Pareulype là một chi bướm đêm thuộc họ Geometridae.